# Scranton
Scranton es una ciudad estadounidense del condado de Lackawanna, en el noreste del estado de Pensilvania. 
Según el censo de 2018, se estima que posee una población de algo más de 77 000 habitantes. 
Está situada en el centro del valle del río Lackawanna. 
Tuvo una época de esplendor por la minería, pero hacia los años 1970 y 1980 sufrió una crisis.
Su principal actividad es el turismo, especialmente el relacionado con la célebre serie The Office, ambientada en la ciudad.

## Demografía
Según la Oficina del Censo de los Estados Unidos, en el año 2000 los ingresos medios por hogar en la localidad eran de 27 574 USD (dólares estadounidenses) y los ingresos medios por familia eran 35 351 USD.
Los hombres tenían unos ingresos medios de 30 362 USD frente a los 21 922 USD para las mujeres. La renta per cápita para la localidad era de 14 914 USD.
Alrededor del 14,8 % de la población estaba por debajo del umbral de pobreza.

## Nativos famosos
- Hugh Glass (1780-1833), destacado trampero y hombre de la frontera (frontiersman) estadounidense, conocido por sus hazañas en el Oeste de Estados Unidos en el primer tercio del siglo XIX.
- Albert Jay Nock (1870-1945): ensayista libertario, docente, teórico y crítico social de la primera mitad del siglo XX.
- Hugh Ellsworth Rodham (1911-1993), padre de Hillary Clinton (1948-).
- Jane B. Jacobs (1916-2006), divulgadora científica y teórica del urbanismo, conocida por su libro La muerte y la vida de las grandes ciudades estadounidenses (The death and life of great american cities).
- Frank Carlucci (1930-2018), secretario de defensa y consejero de Seguridad Nacional durante la presidencia de Ronald Reagan (1981-1989).
- Mike Dunleavy (1961), gobernador de Alaska desde 2018.
- Joe Biden (n. 1942), 46.° presidente de los Estados Unidos (entre 2021 y 2025) y vicepresidente  (entre 2009 y 2017) durante la presidencia de Barack Obama.

## Trivia
- La serie estadounidense de comedia The Office (2005-2014) se encuentra ambientada en esta ciudad.
- Según la clasificación climática de Köppen-Geiger, la ciudad presenta un clima continental templado cálido (DFA).[3]

## Hermanamientos
- Ballina (Irlanda)
- Trnava (Eslovaquia)